# Rieppeleon brachyurus
Rieppeleon brachyurus är en ödleart som beskrevs av  Günther 1893. Rieppeleon brachyurus ingår i släktet Rieppeleon och familjen kameleonter. Inga underarter finns listade i Catalogue of Life.
Arten har en brun färg med otydliga mörkare strimmor samt gråa nyanser. Svansen utgör endast 15 till 18 procent av hela längden och den kan inte användas som gripverktyg. En förhöjning på varje sida bildar en smal längsgående linje. Exemplaren blir ungefär 60 mm långa och honor är lite större än hannar.
Denna kameleont förekommer i Tanzania, i norra Moçambique och kanske östra Malawi. Den lever i kulliga regioner och i bergstrakter mellan 300 och 2300 meter över havet. Individerna vistas i fuktiga savanner och i galleriskogar. Individerna klättrar i låga växter eller de hittas på gräset, på marken eller i lövskiktet. Födan utgörs bland annat av larver från flugor som hittas i frukter på marken.
Lokala populationer kan påverkas av landskapsförändringar. Hela populationen bedöms som stor. IUCN lister arten som livskraftig (LC).